# ATEC
	ATEC v.o.s. je český výrobce ultralehkých letadel na zakázku se sídlem v Libici nad Cidlinou. Tato firma byla založena v roce 1992, začala s výrobou dílů na výrobu letadel, později začala vyrábět vlastní letadla, kterých tato firma vyrobila již dvě stě (2017). Prodává letadla do Evropy a USA, 90 % prodejů je export. Pro tuto firmu v roce 2013 pracovalo 25 zaměstnanců, kteří ročně vyprodukovali 25 letadel.

## Letouny
- Atec 122 Zephyr (od roku 1996)
- Atec 212 Solo
- Atec 321 Faeta (od roku 2003)